# Piquenique Pan-Europeu

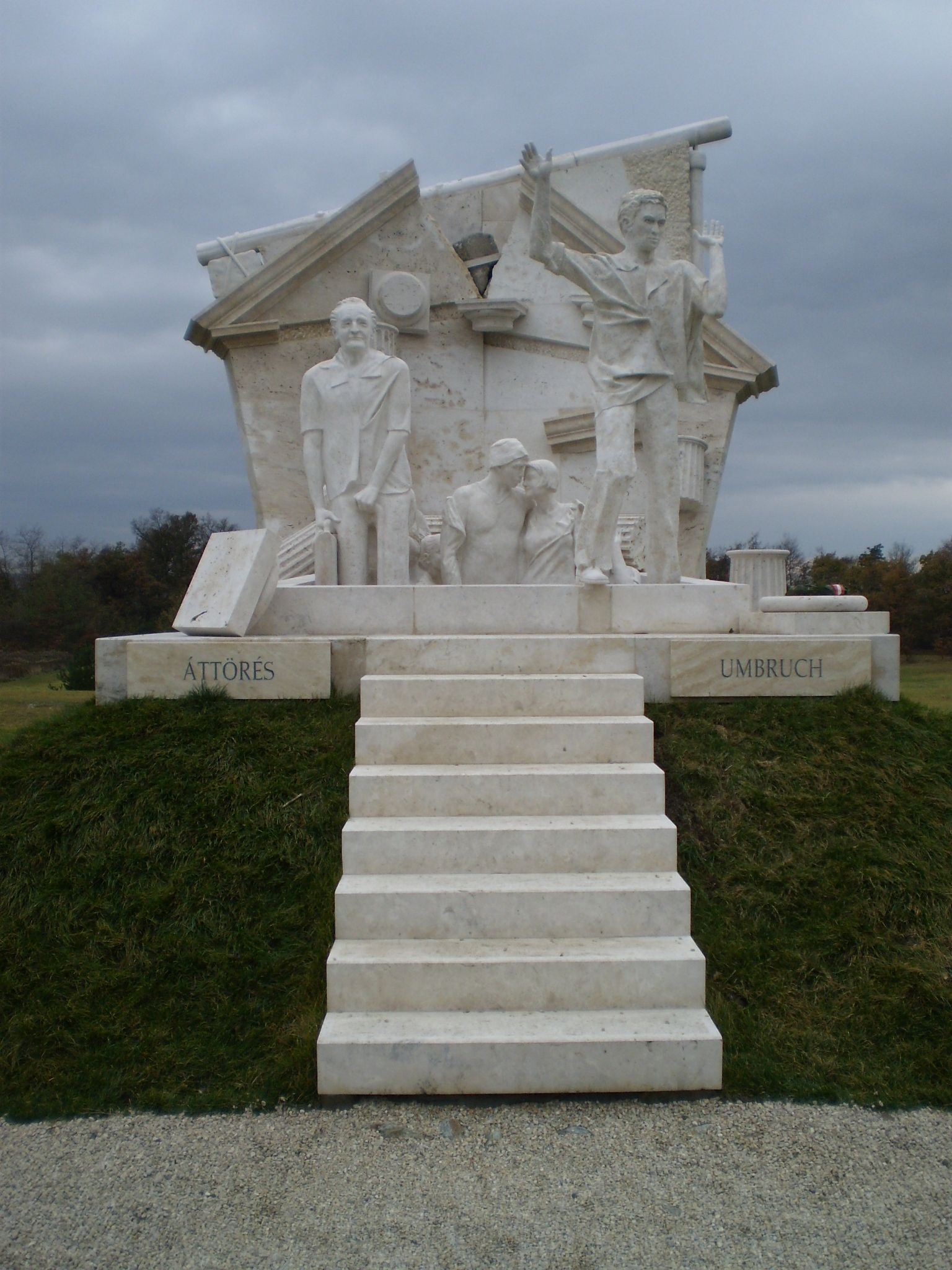
Memorial do Piquenique Pan-Europeu, perto de Sopron, Hungria.

O Piquenique Pan-Europeu (em alemão: Paneuropäisches Picknick; em húngaro: páneurópai piknik) foi uma demonstração simbólica e pacífica ocorrida a 19 de agosto de 1989, na fronteira austro-húngara, próximo da cidade húngara de Sopron. Este evento marcou a primeira brecha na Cortina de Ferro, com a abertura, durante três horas, dos postos fronteiriços e a fuga de cerca de 600 cidadãos da Alemanha Oriental (RDA).
Todos os anos, no mesmo lugar, celebra-se este evento histórico.

## História

### Antecedentes
Num gesto simbólico, acordado entre a Áustria e a Hungria, uma das cancelas da sua fronteira comum — localizada na estrada que liga Sankt Margarethen im Burgenland (Áustria) a Sopronkőhida (Hungria) — iria ser aberta durante três horas. A 27 de junho de 1989, a seis quilómetros do local atrás mencionado, o ministro austríaco do Exterior, Alois Mock, e o seu homólogo húngaro, Gyula Horn, fizeram um corte simbólico de uma parte da vedação de arame farpado que separava a fronteira — decisão que ia de encontro com a decisão da Hungria de desmantelar as suas instalações de vigilância ao longo da fronteira, um processo que fora iniciado a 2 de maio de 1989.

### O Piquenique
Para a divulgação do Piquenique Pan-Europeu foram distribuídos panfletos, pelos seus organizadores, a anunciar o evento. Antes da sua realização, os guardas fronteiriços húngaros receberam ordem, do Ministério do Interior da Hungria, para disparar contra quem tentasse fugir para o Ocidente, mas acabaram por ignorar a mesma.
Durante o evento, ocorrido a 19 de agosto de 1989, milhares de alemães-orientais estavam à espera da sua oportunidade para atravessar a fronteira, em Budapeste e em volta do Lago Balaton. No entanto, por não acreditar que a fronteira fosse realmente aberta e, também, por não confiar nos procedimentos em vigor, o número de pessoas que efetivamente cruzou a fronteira nesse dia foi limitado a algumas centenas (mais de 600).

### O período subsequente
Ao longo dos dias seguintes, o governo húngaro aumentou o número de guardas a patrulhar a fronteira ocidental, de modo a que apenas um número relativamente pequeno conseguiu chegar ao lado ocidental com sucesso. Mas, de facto, esse baixo número deveu-se a informação dada pelos guardas húngaros de que os alemães-orientais poderiam obter o passaporte da Alemanha Ocidental (RFA) emitido pelos diplomatas da mesma que estavam a trabalhar na Hungria. O que fez com que muitos alemães-orientais ficassem temporariamente na Hungria à espera da emissão do passaporte e do desenrolar do evento.
A 11 de setembro de 1989, a Hungria abriu definitivamente as suas fronteiras aos cidadãos da Alemanha Oriental (RDA) e a outros países da Europa de leste. Esta foi a primeira vez que, oficialmente, se abriu a fronteira de um país do leste europeu aos cidadãos dos Estados do Bloco Soviético. Isso marcou o início da queda da Cortina de Ferro. Apenas alguns meses após a abertura, mais de 70.000 pessoas já tinham fugido para o Ocidente através da Hungria.

## Organização
O piquenique foi organizado por membros de quatro partidos da oposição pró-democrática da Hungria, o Fórum Democrático Húngaro, a Aliança dos Democratas Livres, o Fidesz e o FKGP. Os patronos do evento foram Otto von Habsburg (então chefe da Casa de Habsburgo e pretendente ao trono austro-húngaro), do Movimento Pan-Europeu, e Imre Pozsgay, ministro de Estado e reformador húngaro.